# لنلونی
لنلونی (به انگلیسی: Llanllwni) یک منطقهٔ مسکونی در بریتانیا است که در کارمارتنشر واقع شده‌است. لنلونی ۶۳۸ نفر جمعیت دارد.